# Melaniparus carpi
El carbonero de Carp (Melaniparus carpi) es una especie de ave paseriforme de la familia Paridae endémica del África austral. Se encuentra únicamente en Namibia y el sur de Angola.

## Taxonomía
Anteriormente se consideraba una subespecie del carbonero negro (Melaniparus niger), pero en la actualidad se consideran especies separadas. Ambos se clasificaban en el género Parus, pero fue trasladado al género Melaniparus, como otras especies, cuando un análisis genético publicado en 2013 demostró que todas ellas formaban un nuevo clado.